# La Vallmitjana
La Vallmitjana és una masia de Taradell (Osona) inclosa a l'Inventari del Patrimoni Arquitectònic de Catalunya.

## Descripció
Masia orientada vers a migdia, amb el carener paral·lel a la façana, a la part dreta de la qual hi ha una primitiva torre adossada. A la part superior de la qual s'hi obren uns badius. És coberta a quatre vessants. A la part dreta del cos principal s'hi adossaren uns porxos que priven la visibilitat del portal d'entrada que data del segle xviii. Aquesta entrada està coberta en volta de creueria que uneix la masia amb la torre. La construcció és de pedra, arrebossada i pintada al damunt. Presenta la tipologia de mas benestant del segle xviii i que guarda el record medieval de torre de defensa. Actualment ha quedat envoltada de dependències agrícoles que dificulten veure l'antiga fesomia del mas.

## Història
És una masia d'història mil·lenària, els habitants de la qual conserven l'antic nom. Aquest mas junt amb d'altres del terme, no depenia del Sr. del Castell de Taradell, sinó que estava sota el domini eclesiàstic, ara un alou. Figura entre els masos que en el plet de 1398 protestaren dient que, segons la constitució, només es devien a la defensa del Castell en temps de guerra però no en temps de pau. Està situat en un dels camins del Castell de Taradell, en el vell camí ral de Viladrau i el pla de les Forques, seguint vers el mas Boix cap a les Balmes del Castell.